# Gene Guglielmi
Eugenio Guglielmi, conosciuto come Gene Guglielmi (San Salvatore Monferrato, 17 aprile 1947), è un cantautore italiano.

## Biografia

### Il periodo beat

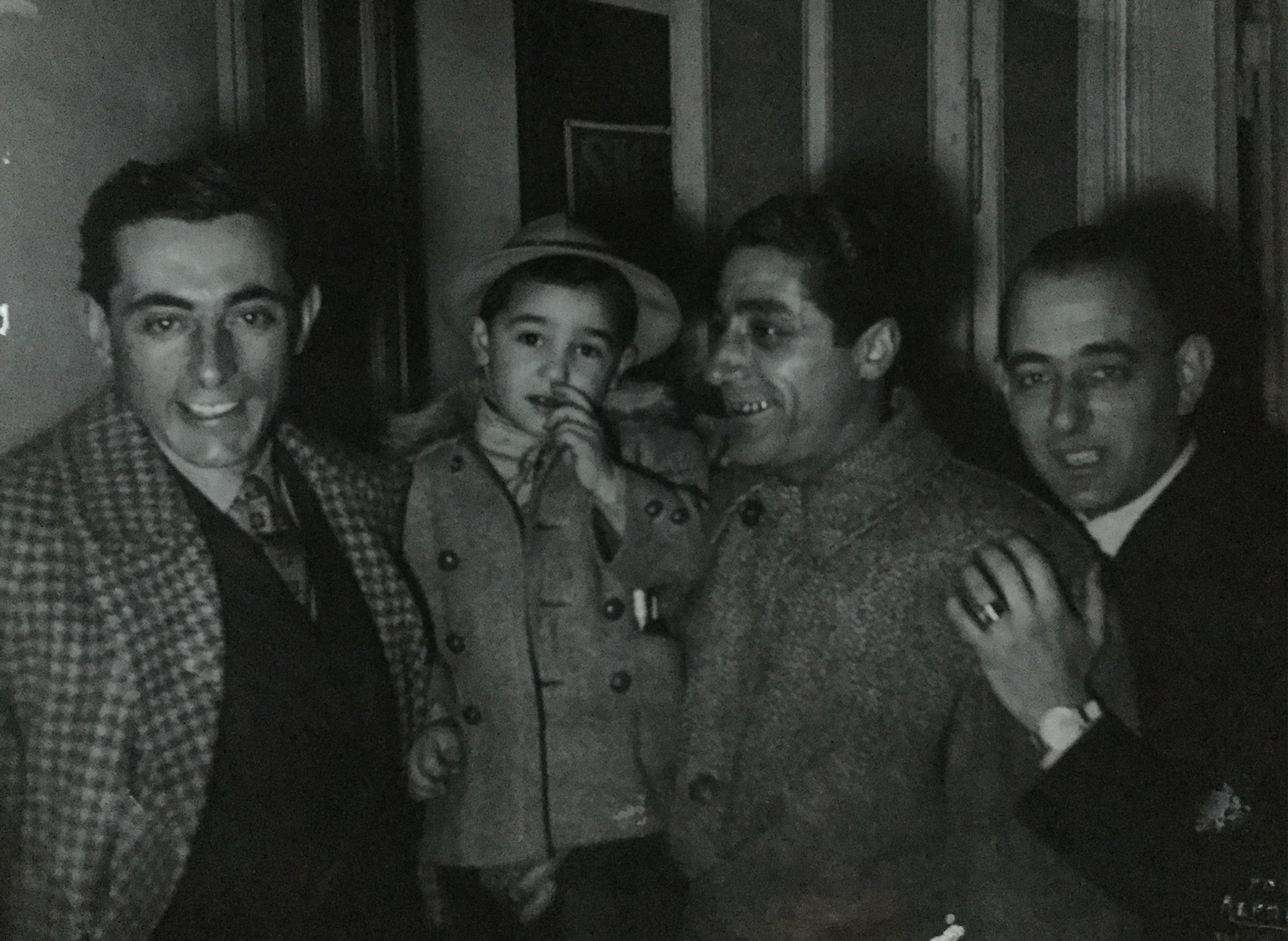
Alighiero Guglielmi con Fausto Coppi e il piccolo Gene nel 1951

Figlio del noto marciatore Alighiero Guglielmi, si trasferisce con la famiglia prima ad Alessandria e poi a Calolziocorte, in provincia di Lecco, dove compie gli studi e si avvicina da adolescente alla musica. Nel 1955 fu tenuto a Cresima dal celebre tenore Mario Del Monaco che accetto' di fare da padrino al bambino, partecipando con lui alla trasmissione RAI "''Anche oggi è domenica''" presentata da Elda Lanza negli studi milanesi di Corso Sempione.
Nel 1965 dopo le prime serate nei locali della zona del lecchese e della bergamasca, partecipa al Premio Romagna, Festival interregionale per cantanti di musica leggera, classificandosi al secondo posto. In quella occasione fu accompagnato da Claudio Golinelli col quale fondò a Imola il “GK Group”, gruppo attivo per un breve periodo. Il concorso canoro romagnolo, gli consentì di essere notato da alcune case discografiche milanesi tramite il Maestro Giorgio Fallabrino. Sempre in quel periodo ebbe modo di frequentare Enrico Intra che si esibiva con Franco Cerri nel locale di Milano "La Buca d'Este", dove eseguì durante le pause dello spettacolo i suoi primi brani. Inizia a scrivere canzoni ispirandosi alla musica beat, ottenendo grande visibilità quando partecipò come concorrente, insieme a tutta la famiglia come da regolamento, alla trasmissione televisiva Giochi in famiglia, presentato da Mike Bongiorno. In alcune puntate il presentatore concede a Gene di presentare brani di sua composizione e in breve tempo arriva un contratto discografico con la CAR Juke Box, l'etichetta fondata da Carlo Alberto Rossi.Il suo primo 45 giri viene presentato in molte trasmissioni radiofoniche e televisive, tra cui Settevoci, condotta da Pippo Baudo, ottenendo molto successo, in particolar modo con la canzone I capelli lunghi, che diventa una delle canzoni-simbolo di quell'epoca.
Oltre che per la musica, diviene noto per i suoi celebri occhialini rotondi, e nello stesso anno gli viene assegnato il premio La barchetta d'argento come miglior personaggio televisivo del 1966.Il successo fu tale che anche il Carnevale di Viareggio gli dedicò un Carro mascherato insieme a Mike Bongiorno.Partecipò inoltre ad alcuni Caroselli pubblicitari per Cynar, con Ernesto Calindri, e Invernizzina. Sempre come personaggio comparirà in alcuni fotoromanzi con Mike Bongiorno e Stefania Careddu e in trasmissioni televisive Rai con Gino Bramieri in “Eccetera Eccetera” (1967)insieme a Raffaella Carrà, dove fu trasmessa la sua “ La luna, le stelle, il mare” e in“Scarpette rosa” con Carla Fracci, entrambe con la regia  di Vito Molinari.
Anche il secondo disco presentato nella trasmissione radiofonica Per voi giovani, condotta da Renzo Arbore, riscuote un buon successo, soprattutto per E voi, e voi, e voi, cover di Et moi, et moi, et moi del cantautore francese Jacques Dutronc, con un testo di Guglielmi che tuttavia non è una traduzione letterale dell'originale,insieme a “Mini,Mini,Mini”, partecipando ancora alla trasmissione di Pippo Baudo “Settevoci”.
Continua poi la carriera con altre incisioni in cui ha modo di collaborare con grandi personaggi della musica leggera italiana come Giorgio Calabrese (che scrive per lui i testi di La luna, le stelle, il mare e Preghiera beat, su musica di C.A.Rossi) Alberto Testa, Alceo Guatelli e gli autori televisivi Gustavo Palazio, Guido Clericetti, Leo Chiosso, Ezio Leoni (che diventa suo produttore alla Ri-Fi) insieme a Gianfranco Intra.Incide Il fiore bianco, 100 volti, Il ditone (cover di You Make Me Real dei Doors), Il paese che dico io, Ada: è grande il nostro amor, e Lasciami ballar con te, scritta da Marino Marini. Sempre nel periodo della produzione discografica Rifi record, incide Angelina  riproposta poi nel 1996 in un suo cd per la Giallo record e nel 1973 Riccioli sulla fronte di Guatelli-Chiosso, ripresa anche da Giulio Di Dio nel 1974.

### Gli anni '70: iQuestions
A metà degli anni '70 mette a frutto la laurea in architettura, diventando poi docente universitario, ma continua l'attività artistica, pubblicando nel 1977 il libro Poesie della risacca.
Nel 1978 forma i Questions, gruppo costituito, oltre che da Guglielmi, da Mauro Ciardi (cantante con qualche incisione come Domiziano), il chitarrista Albino Puddu e le cantanti Laura Castagna e Rosy Caruso, che si dedica alla disco music (anche se in molti pezzi vi sono influenze rock, dovute ai trascorsi di Puddu).
Con i Questions incide tre 45 giri per la Fremus (l'etichetta dei fratelli Franco e Mino Reitano) e per la Durium, vincendo nel 1981 il Festival di Riva del Garda Telerassegna di Primavera della Canzone italiana, con Devil, che rimane il loro brano più conosciuto, arrangiato da Maurizio Bassi, presentato in molte trasmissioni televisive, tra cui Discoring e Popcorn.
Dopo lo scioglimento del gruppo, Guglielmi abbandona per alcuni anni l'attività.

### Il ritorno
Torna alla musica negli anni '90, dopo esser stato riscoperto dai gruppi beat della nuova ondata, come Gli Avvoltoi (con cui nel 2008 inciderà su 45 giri due versioni di I capelli lunghi e E voi, e voi, e voi).
Pubblica quindi alcuni cd con nuovi brani per etichette come la Giallo Records e Azzurra Music, di cui uno realizzato insieme al gruppo lariano dei Potage); nell'album Rinascimento mette in musica alcune celebri poesie della letteratura italiana del '300 e del 400 (da Ben venga maggio di Angelo Poliziano a Erano i capei d'oro a l'aura sparsi di Francesco Petrarca).
Nel 1998 viene ospitato da Fabio Fazio e Marino Bartoletti nella trasmissione televisiva su Rai2Quelli che il calcioe successivamente da Paolo Limiti nel programma Alle due su Rai uno.Nello stesso periodo riprende anche l'attività dal vivo, riproponendo i vecchi e i nuovi successi ed esibendosi, tra l'altro come ospite alla'"Festa della Musica" di Faenza per etichette indipendenti e la critica giornalistica di settore gli assegna  la Targa “Cascina Smeralda” alla carriera,per il suo contributo  nella divulgazione della musica popolare.
Partecipa sempre come ospite a due edizioni del Festival beat di Salsomaggiore Terme, la prima nel 2008 con Gli Avvoltoi e la seconda nel 2011 con I Tubi Lungimiranti. Nel 2011 viene pubblicato il volume "Al di qua e al di là del Beat"scritto con Umberto, Bultrighini e Claudio Scarpa, per l'editore Carabba. Nel 2012 partecipa al noto " Talk show" televisivo "18 e 20" prodotto da TV Parma e condotto da Andrea Villani.
Nel 2009 pubblica il suo nuovo album, Le lavandaie di Maggie. Nel 2015 in occasione del “Music Day”,XII Giornata Internazionale del Collezionismo musicale,tenutosi a Roma,riceve la Targa “alla carriera artistica”.
Nel 2018 ritorna sul mercato discografico con dieci songs contenute nel vinile La vita è un sogno, con il gruppo bolognese de Gli Avvoltoi,ripreso l’anno successivo anche in compact disc,contenente la canzone “ Marta” che diventa un nuovo successo estivo.
La sua attività artistica che ha visto all’inizio della sua carriera anche la collaborazione  di arrangiatori come Angel Pocho Gatti e Tullio Gallo è proseguita in questi ultimi anni con diversi Tours tra i quali ricordiamo "Quando la poesia diventa musica (2002-2004-2025), "Al di qua al di là del Beat"(2010-2013), " Rinascimento"(2013).La collaborazione con i Tubi Lungimiranti si concretizza anche in diversi Reading poetici tratti dal suo volume " Poesie della Risacca" edito nel 1977.
Nel 2013 ha concepito per la città di Lecco la rassegna " Beat ritrovato" organizzata dal Centro di Cultura " Aldo Paramatti" in collaborazione con l'Università Gabriele d'Annunzio di Chieti, attraverso una serie di iniziative dedicate a Mostre d'arte, concerti e incontri pubblici, culminati nel Convegno " Beat ritrovato" al quale hanno partecipato esperti come Claudio Scarpa, Umberto Bultrighini, Gianni Daldello, Gianni Oliva, Dario Salvatori, Paolo Gulisano e lo stesso Guglielmi al quale viene anche dedicata una mostra con memorabilia della sua attività. Nel 2016 si esibisce al "Beatles Day"di Brescia e in agosto come ospite al "Sanremo Beat"summer festival presso il Teatro dell'Ariston. In settembre viene invitato al "Festival Beat" di Milano, per il cinquantesimo del movimento, insieme ai principali artisti italiani.
Nel 2017 è ospite nella prima edizione dell'"Ancona beat festival"e nel 2018 e nel 2019 ne assumerà anche la direzione artistica.
Sempre nel 2018 partecipa a Milano, come relatore e interprete, alla manifestazione "50 anni dal 68"organizzata da "Bezzecca Lab"in collaborazione con il "Giardino delle culture" e il Comune di Milano, insieme ai principali studiosi ed esponenti della controcultura del periodo, tra i quali ricordiamo Nicola Del Corno, Gianni De Martino, Silla Ferradini.
Si esibisce come ospite al "Festival Beat di Primavera 2018"di Alessandria, ricevendo pubblico riconoscimento, della sua attività artistica, da Mike Stax, famoso "front men" del New Beat californiano.
Nel novembre 2018, a cura di Archivio Bergamasco, Centro studi e ricerche bibliografiche e documentarie, viene invitato al concerto “Il mondo così non va”.Viaggio nel beat bergamasco, organizzato presso l’Auditorium di Santa Caterina a Bergamo,in occasione del Convegno “ Attorno al Sessantotto. Alle radici del movimento di protesta degli anni sessanta a Bergamo, presso “Spazio Viterbi”della Provincia, dove partecipa anche come relatore. 
È stato invitato come ospite nel dicembre del 2019 alla trasmissione di Red Ronnie “Il Barone Rosso”. Nell’ottobre del 2023 Gene si esibisce allo JOSHUA Music Club di Como, ritrovando le atmosfere e i suoni insieme al gruppo storico dei Potage con i quali aveva inciso il cd del suo rientro nel 1991, “Ab Urbe “condida”. 
Dal 2016 ha concepito insieme ad Alvin Alborghetti, la trasmissione settimanale "Lecco Beat", per il canale on line "Lecco Channel". Dal 2024 sempre per lo stesso canale realizza con Alborghetti il podcast “Lambretta Music Club” interviste in diretta con i più noti interpreti e autori della storia della canzone italiana.
Alla fine dello stesso anno pubblica il secondo libro di poesie raccolte  tra il 1977 e il 2022, “Valle San Martino”, una terra di mezzo” (Macchione Editore).

## Onorificenze e premi meriti artistici
- Barchetta d’argento Lecco (1966)
- Targa “Odeon club”,personaggio televisivo Ghedi (1968)
- Targa 1 Premio Festival di Riva del Garda,Telerassegna Rai di primavera della

Canzone italiana (1981)
- Targa Rivista musicale " Ballo in due" Milano (1998)
- Targa “Cascina Smeralda”,premio della critica giornalistica,Pontestura (1998)
- Medaglione di "San Martino",Benemerenza civica Città di Calolziocorte (2002)
- Targa Città di Alessandria(2002)
- Medaglia d'argento benemerito del Comune di Bergamo(2008)
- Medaglia d’argento Lions Club Val San Martino (2012)
- Targa d'onore Città di Salvatore Monferrato (2013)
- Targa alla carriera,Music Day,XII Giornata del collezionismo musicale Roma (2015)
- Targa di pubblico riconoscimento Comune di Lecco (2017)

## Discografia
Album in studio
- 1997 - Ab urbe condita (con i Potage, SAF 002, Giallo Record)
- 2000 - Cieli di Lombardia (Azzurra Music, TBP1529)
- 2003 - Rinascimento (SAF 047 Giallo Record, seconda edizione nel 2016)
- 2008 - Le lavandaie di Maggie (MFF 048 Crotalo-Giallo Record)
- 2018 - La vita è un sogno (come Gene Guglielmi e Gli Avvoltoi, NLM229 LM, Record-Crotalo;
- 2019-  La vita è un sogno con due bonus, edizione in vinile (NLM231 LM Record-Crotalo)

Partecipazioni
- 2012 - Tubi Lungimiranti - Qui e adesso (BG02, Haildon)

Raccolte
- 1996 - 1969 Gene Guglielmi (mini CD, FS 1010/2, Giallo Record)
- 1998 - Note d'autore (SAF 024, Giallo Record)
- 2005 - Hits 18 (SAF 048, Giallo Record)
- 2008 - Gene Guglielmi (mini CD, MFF Crotalo)
- 2011 - Al di qua, al di là del beat  (split con I Tubi Lungimiranti, Carabba editore)

Singoli
- 1966 - I capelli lunghi/La luna, le stelle, il mare (JN 3423JB)
- 1967 - Mini mini mini/E voi e voi e voi (CR Jnp 1023 JB)
- 1968 - I Want You for Me/Il paese che dico io (GS3 GSC)
- 1970 - Il ditone/Ada: è grande il nostro amor (RFN.NP16414)
- 1971 - Il fiore bianco/Cento volti (RFN NP16456)
- 1972 - Devil's Gone/Angelina (Promo Rifi)
- 1973 - Colpa delle fragole/Riccioli sulla fronte/Amo le ragazze di periferia (Promo Rifi)
- 1979 - Truck Driver/Dany Go (con i Questions)
- 1979 - Sons and Lovers/Sons and Lovers (con i Questions, FDP019 FREMUS)
- 1981 - Devil/Darling (con i Questions, MRA 110 DURIUM)
- 1982 - Tre minuti/Milena (con i Questions, MRA121 MISTER-DURIUM)
- 2008 - I capelli lunghi/E voi, e voi, e voi (con Gli Avvoltoi,  FYRS 8002 SKPMZ)

Singoli split
- 1966 - La luna, le stelle, il mare/I capelli lunghi/Preghiera beat/Quando vedrò (C.A.Rossi editore)
- 1966 - La luna,le stelle,il mare/Quando vedrò,Se tu non fossi qui (Mina) La ballata del cavallo (J. Sentieri) (JB)
- 1966 - I capelli lunghi,La luna le stelle,il mare (con Salvatore Vinciguerra, Anna Lenzi) JB
- 1967 - Mini,Mini,Mini (con I Monelli, J.Sentieri ,i Rilevati) JB
- 1968 - E voi e voi e voi (con I Monelli, J.Sentieri, Rossano) JB
- 1968 - Mini,Mini,Mini/E voi e voi e voi (C.A.Rossi Editore)

Antologie con altri
- 1993 - Quei favolosi Anni '60 n.1-n.7-n.10-n.12 Fabbri Ed.
- 1995 - Alto volume 1967-1975 FA 115/2 Giallo Record
- 1997 - Magic Beatpop Vol.7’ 52 OSM019 On Sale Music
- 1998 - '70 Italiana DCD11410 Dig It International
- 1998 - Una rotonda d'estate Le Parc 201
- 2011 - Primavera Beat - Il Disco 2007/2009
- 2012 - Gli Avvoltoi storia di un gruppo ridicolo Astro 013
- 2015 - Una Hofner rosso mefitico. A Speedy Angel con affetto (con i Potage)
- 2017 - Paradise of Garage Comps:Atto di Forza#31-100 italian Beat
- 2020 - “ Melodie nel 2020”,MFF 088 Crotalo Edizioni Musicali (contiene Marta)